# Oratorio della Beata Vergine della Mercede
L'oratorio della Beata Vergine della Mercede, popolarmente indicato anche come della Madonna del Paneto, è un piccolo edificio sacro risalente I primi anni del XVIII secolo sito a Giacciano, frazione del comune sparso di Giacciano con Baruchella, in provincia di Rovigo.
Sorto per offrire ai fedeli un luogo per venerare l'immagine sacra della Madonna della Mercede, popolarmente è detta del paneto per la caratteristica iconografica della statua che impreziosisce l'altare, recante nella mano destra due pani.

## Storia

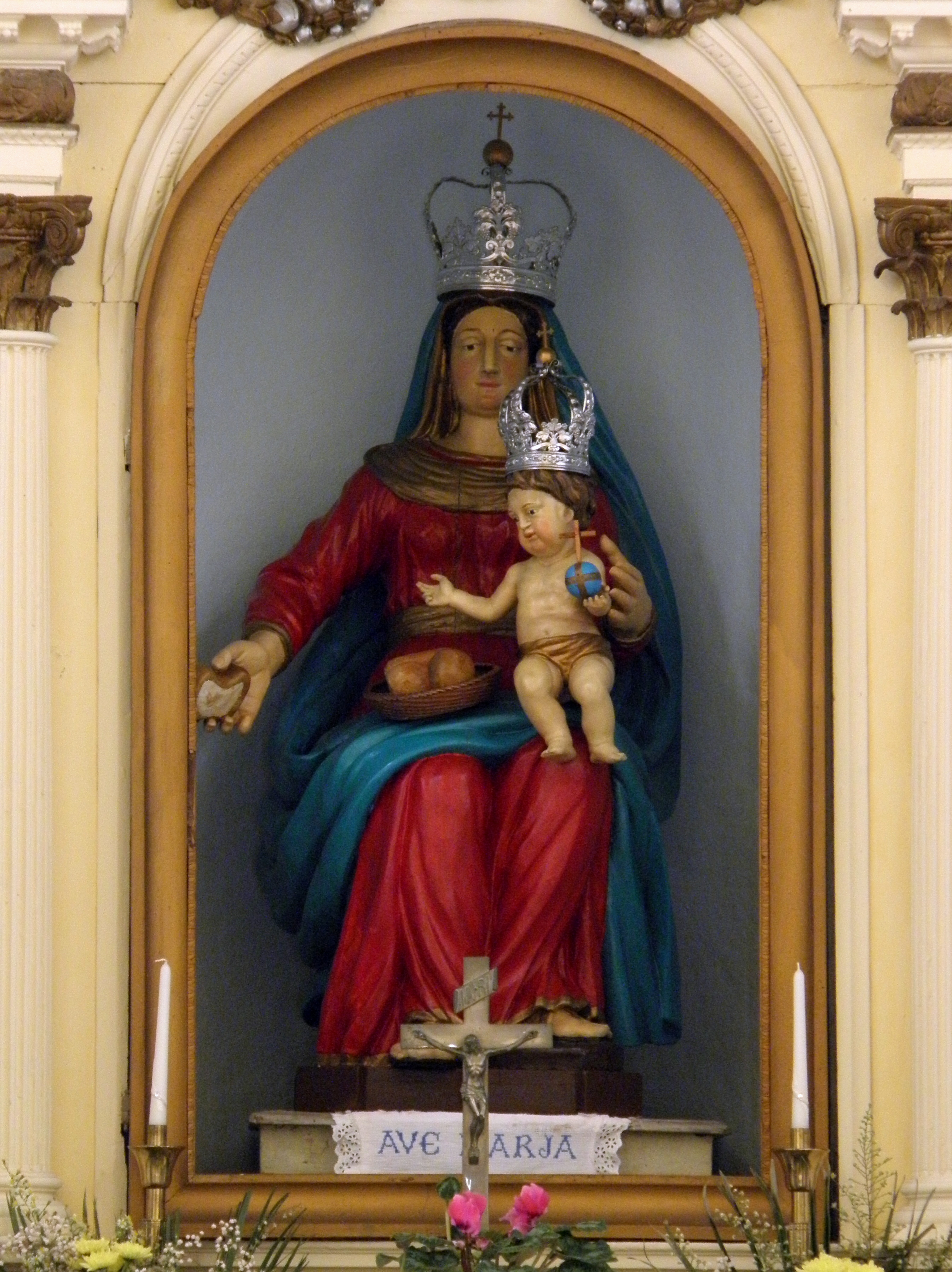
La statua della Madonna della Mercede situata nell'altare dell'oratorio.

È noto che fin da 1703 gli abitanti di Giacciano utilizzavano un'immagine della Madonna della Mercede, popolarmente indicata come Madonna dei Sabbioni, nelle ricorrenze sacre e nelle processioni che partivano nella località dove era sito "il gelso con immagine appesa".
Ben presto la volontà popolare di erigere un edificio venne accolta, iniziando a costruire dal 1716 un oratorio, semplice nella pianta a navata unica ma impreziosito nella facciata da elementi architettonici neoclassici che viene terminato un anno più tardi.
L'originale immagine, in carta, viene sostituita da una statua su iniziativa di un certo Baratella da Giacciano. La singolare iconografia che vede la Madonna col Bambino tenere nella mano destra due pani si deve probabilmente ricordare che la precedente venne con quello barattata con un vendimmagini. La stessa è inoltre citata come Madonna del capitello in quanto, rimossa dal gelso, veniva appesa a un Pilastrello quando vi era necessità di trasportarla nella chiesa parrocchiale di Sant'Ippolito Martire. L'attuale statua rimase sempre nell'oratorio tranne nel 1810 quando si rese necessario in restauro dell'edificio e per questo spostata brevemente nella parrocchiale.